# Biblioteca Municipal Calouste Gulbenkian (Funchal)
A Biblioteca Municipal Calouste Gulbenkian do Funchal foi uma biblioteca existente na cidade do Funchal, na Madeira, Portugal.

## História
A biblioteca foi inaugurada a 10 de julho de 1964, por protocolo estabelecido entre a Fundação Calouste Gulbenkian e a Câmara Municipal do Funchal. Funcionou nos Paços do Concelho até 1985, tendo passado a funcionar entre esse ano e 1987 no Teatro Municipal Baltazar Dias. Moveu-se depois para o antigo Posto de Saúde à rua Elias Garcia, que foi reconstruído e adaptado às exigências e no qual se manteve até 1995. Voltaria então para o Teatro Municipal Baltazar Dias, que viria a ser a sua última morada. A partir de novembro de 2002 a biblioteca passou a pertencer exclusivamente à Câmara Municipal do Funchal. Nesta data, a Fundação Calouste Gulbenkian procedeu à devolução dos Serviços de Bibliotecas às autarquias com a doação dos respetivos espólios às câmaras municipais.
Em 2012 a biblioteca foi extinta e o seu acervo integrado no da Biblioteca Municipal do Funchal. Nesta junção de acervos, os exemplares repetidos foram ou distribuídos pelas sucursais da BMF ou oferecidos a escolas e instituições de solidariedade.